# Тягунов, Георгий Александрович
Георгий Александрович Тягунов (24 мая 1908 — декабрь 1962) — советский учёный в области вакуумной техники и электровакуумных приборов, доктор технических наук, профессор, лауреат Сталинской премии (1953).

## Биография
Родился 24 мая 1908 года.
Окончил Киевский политехнический институт.
С 1936 года доцент Московского энергетического института, в 1942—1948 годах — заведующий кафедрой электровакуумной техники и светотехники, с 1948 года — заведующий кафедрой электровакуумной физики и электронных ускорителей.
В 1951 году вместе с кафедрой, которая стала называться «Электрофизические установки», переведён в Московский механический институт (будущий МИФИ). В 1952—1955 годах — декан факультета приборостроения; В 1955—1958 годах — декан физико-энергетического факультета.
Погиб в декабре 1962 года. Похоронен на Донском кладбище.
Сын — Михаил Георгиевич Тягунов.

## Научная деятельность
Специалист в области вакуумной техники и технологии, электровакуумных приборов и ускорительной техники.
Кандидат физико-математических наук (1940), доктор технических наук (1947), профессор (1949).

### Научные труды
- Электровакуумные и полупроводниковые приборы [Текст]: (Физика, элементарная теория, основные конструкции): [Учебник для втузов]. — М.; Л.: Госэнергоиздат, 1962. — 400 с.
- Электровакуумные приборы [Текст] : [Учебник для техникумов] / Г. А. Тягунов. — М.; Л.: Изд. и тип. Госэнергоиздата в М., 1949. — 340 с.
- Основы расчета вакуумных систем [Текст] / Г. А. Тягунов. — М.; Л.: Изд. и тип. Госэнергоиздата в М., 1948. — 148 с.
- Elektromos vákuumcsövek [Текст] / G. A. Tyagunov. — Budapest : Nehézipari könyv- és folyóiratkiadó vállalat, 1951. — 344 с. — (A Nehézipar könyvei; 16).
- Elektronen- und Ionenröhren [Текст] : Elektrische Entladungen im Hochvakuum, in Gasen und Dämpfen / G. A. Tjagunov ; Deutsche Übers. von Dipl.-Ing. Erich Reissner ; Bearb. von cand. ing. Frieder Hoppadietz. — Halle (Saale) : Knapp, 1954. — VIII, 285 с.

## Награды
- Орден Ленина;
- Сталинская премия 3-й степени (Сталинские премии по Постановлению СМ СССР № 3044-1304сс от 31 декабря 1953 года) — за разработку и промышленное освоение методов выделения и переработки трития.